# 吉田雪子
吉田 雪子（よしだ ゆきこ、旧姓：牧野〈まきの〉、1889年〈明治22年〉5月9日 - 1941年〈昭和16年〉10月7日）は、日本の華族。吉田茂の妻。牧野伸顕伯爵令嬢。

## 経歴
1889年〈明治22年〉、旧薩摩藩士で外交官や昭和天皇の側近である内大臣として活躍した牧野伸顕の長女として生まれる。歌人・佐佐木信綱のもとで短歌を学んだ他、後年は英文のエッセイ集も出版している。
1909年（明治42年）、後の内閣総理大臣である吉田茂と見合いし結婚。このとき雪子は20歳で、吉田茂は領事官補時代の30歳だった。吉田茂との間には2男3女を儲ける。また雪子は熱心なカトリック信者であり、清泉女子大学の前身である清泉寮学院の開設にも尽力した。
1941年〈昭和16年〉5月に乳癌が発覚し、その年の10月7日に死去。52歳没（享年53）。雪子の没後、吉田茂は1944年に花柳界出身の坂本喜代（小りん）と再婚した。

## 著作

### 歌集
- 吉田茂 編『雪子歌集』吉田茂、1950年10月。 NCID BA62817217。

### 洋書
- Whispering leaves in Grosvenor Square 1936-1937. Longmans, Green. (1938). NCID BA86203264
  -  Whispering leaves in Grosvenor Square, 1936-37. Global Oriental. (1997). NCID BA35476408
  - 訳書『ジョージ六世戴冠式と秩父宮　グローヴナー・スクエアの木の葉の囁き』長岡祥三編訳、新人物往来社、1996年